# Donacia
Genre
Donacia (du grec donax, « roseau », allusion à leur milieu de vie) est un genre d'insectes coléoptères chrysomélidés de la sous-famille des Donaciinae. 

## Description
Les larves de ces insectes siphonnent l'oxygène des lacunes aérifères des plantes aquatiques (roseau, carex) en les piquant à l'aide de l'éperon de leur huitième stigmate abdominal. 

## Liste des espèces rencontrées en Europe
Selon Fauna Europaea (15 février 2014)
- Donacia aequidorsis
- Donacia andalusiaca
- Donacia antiqua
- Donacia aquatica
- Donacia aureocincta
- Donacia bicolora
- Donacia brevicornis
- Donacia brevitarsis
- Donacia cinerea
- Donacia clavipes
- Donacia crassipes
- Donacia dentata
- Donacia fastuosa
- Donacia fennica
- Donacia galaica
- Donacia impressa
- Donacia jacobsoni
- Donacia koenigi
- Donacia malinovskyi
- Donacia marginata
- Donacia mistshenkoi
- Donacia obscura
- Donacia ochroleuca
- Donacia polita
- Donacia reticulata
- Donacia semicuprea
- Donacia simplex
- Donacia sparganii
- Donacia springeri
- Donacia thalassina
- Donacia tomentosa
- Donacia versicolorea
- Donacia vulgaris

## Liste des espèces
Selon GBIF (3 juillet 2025) (hors espèces fossiles :
- Donacia aequidorsis Jacobson, 1894
- Donacia aeraria Baly, 1867
- Donacia andalusiaca Kraatz, 1869
- Donacia antiqua Kunze, 1818
- Donacia aquatica (Linnaeus, 1758)
- Donacia assimilis Lacordaire, 1845
- Donacia aureocincta J.Sahlberg, 1921
- Donacia bicolora Zschach, 1788
- Donacia bicoloricornis Chen
- Donacia biimpressa Melsheimer, 1847
- Donacia brevicornis Ahrens, 1810
- Donacia brevitarsis Thomson, 1884
- Donacia caerulea Olivier, 1795
- Donacia cazieri Marx, 1957
- Donacia cincticornis Newman, 1838
- Donacia cinerea Herbst, 1784
- Donacia clavareaui Jacobson, 1906
- Donacia clavipes Fabricius, 1792
- Donacia confluenta Say, 1826
- Donacia crassipes Fabricius, 1775
- Donacia cuprea Kirby, 1837
- Donacia dentata Hoppe, 1795
- Donacia dissimilis Schaeffer, 1925
- Donacia distincta LeConte, 1851
- Donacia edentata Schaeffer, 1919
- Donacia fastuosa Khnzorian, 1962
- Donacia fennica (Paykull, 1800)
- Donacia flemora Goecke, 1944
- Donacia frontalis Jacoby, 1893
- Donacia fukiensis Goecke, 1944
- Donacia fulgens LeConte, 1851
- Donacia galaica Baguena, 1959
- Donacia hirticollis Kirby, 1837
- Donacia hiurai Kimoto, 1983
- Donacia hypoleuca Lacordaire, 1845
- Donacia impressa Paykull, 1799
- Donacia jacobsoni Semenov & Reichardt, 1927
- Donacia japana (Chujo & Goecke, 1956)
- Donacia koenigi Jacobson, 1927
- Donacia kweilina Chen, 1966
- Donacia lenzi Schonfeldt
- Donacia liebecki C.Schaeffer, 1919
- Donacia limonia C.Schaeffer, 1925
- Donacia lungtanensis Hayashi & Lee, 2009
- Donacia lusow Hayashi & Lee, 2007
- Donacia magnifica LeConte, 1851
- Donacia malinovskyi Ahrens, 1810
- Donacia marginata Hoppe, 1795
- Donacia mediohirsuta Chen, 1966
- Donacia megacornis Blatchley, 1910
- Donacia militaris Lacordaire, 1845
- Donacia mistshenkoi Jacobson, 1910
- Donacia nitidior
- Donacia obscura Gyllenhal, 1813
- Donacia ochroleuca Weise, 1912
- Donacia ozensis (Nakane, 1954)
- Donacia palmata Olivier, 1795
- Donacia parvidens C.Schaeffer, 1919
- Donacia piscatrix Lacordaire, 1845
- Donacia polita Kunze, 1818
- Donacia porosicollis Lacordaire, 1845
- Donacia provostii Fairmaire
- Donacia proxima Kirby, 1837
- Donacia pubescens LeConte, 1868
- Donacia reticulata Gyllenhal, 1817
- Donacia rufescens Lacordaire, 1845
- Donacia rugosa LeConte, 1878
- Donacia semicuprea Panzer, 1796
- Donacia simplex Fabricius, 1775
- Donacia sparganii Ahrens, 1810
- Donacia splendens Jacobson, 1894
- Donacia springeri J
- Donacia springeri Müller, 1916
- Donacia subtilis Kunze, 1818
- Donacia texana Crotch, 1873
- Donacia thalassina Germar, 1811
- Donacia tomentosa Ahrens, 1810
- Donacia tuberculata Lacordaire, 1845
- Donacia tuberculifrons C.Schaeffer, 1919
- Donacia versicolorea (Brahm, 1790)
- Donacia vicina Lacordaire, 1845
- Donacia vietnamensis Kimoto & Gressitt, 1979
- Donacia vulgaris Zschach, 1788
- Donacia zosterae Fabricius, 1801

## Liste des espèces fossiles
Selon GBIF (3 juillet 2025), les espèces fossiles référencées sont au nombre de vingt-sept :
- †Donacia anetae Bienkowski, 2015
- †Donacia cinerea Herbst, 1784
- †Donacia connelli Cockerell, 1927
- †Donacia disjecta Förster, 1891
- †Donacia dubia Théobald, 1937
- †Donacia elongatula Scudder, 1898
- †Donacia geiseltali Goecke, 1959
- †Donacia haupti Goecke, 1959
- †Donacia jaroslavii Lomnicki, 1894
- †Donacia letzneri Assmann, 1870
- †Donacia lignitum Sordelli, 1882
- †Donacia minuta Haupt, 1956
- †Donacia obtusa Haupt, 1956
- †Donacia palaemonis Heer, 1847
- †Donacia pitoni Goecke, 1959
- †Donacia pompatica Scudder, 1890
- †Donacia pterobrachys Haupt, 1956
- †Donacia rottensis Goecke, 1960
- †Donacia splendida Théobald, 1935
- †Donacia statzi Goecke, 1943
- †Donacia stiria Scudder, 1890
- †Donacia stirioides Wickham, 1917
- †Donacia tenuipunctata Théobald, 1935
- †Donacia voigti Goecke, 1943
- †Donacia weigelti Goecke, 1943
- †Donacia weylandi Goecke, 1960
- †Donacia wightoni Askevold, 1990

## Liste des sous-genres
Selon ITIS (29 août 2014) :
- sous-genre Donacia (Donacia) Fabricius, 1775
- sous-genre Donacia (Donaciomima) Medvedev, 1973

## Galerie

Quelques espèces vivantes du genre Donacia.
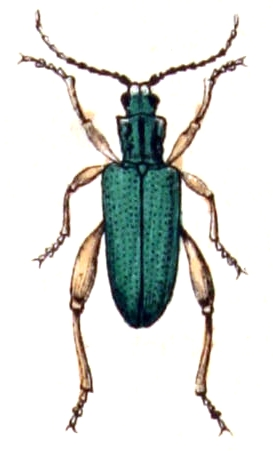
Donacia clavipes.
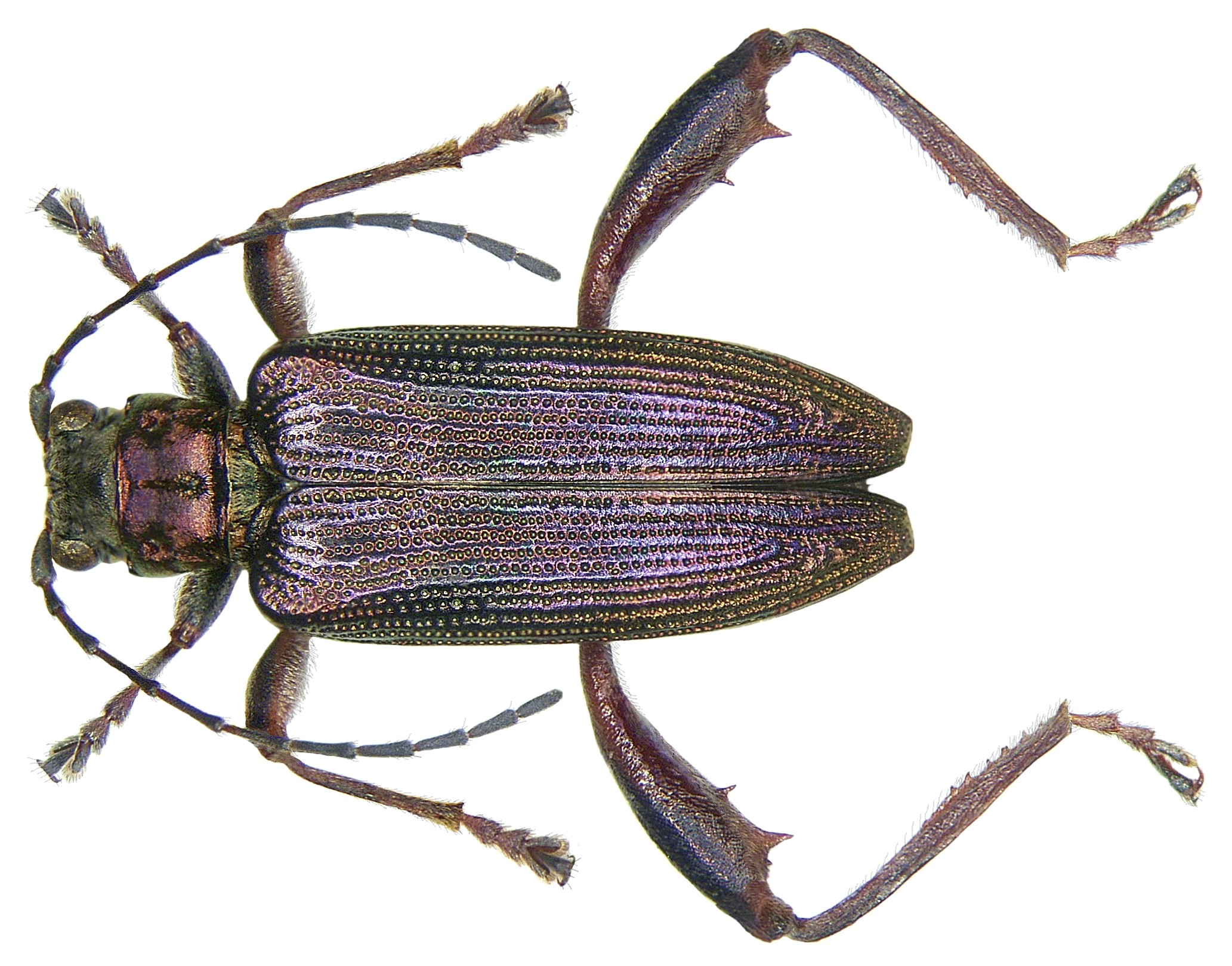
Donacie du nénuphar (Donacia crassipes Fabricius, 1775).
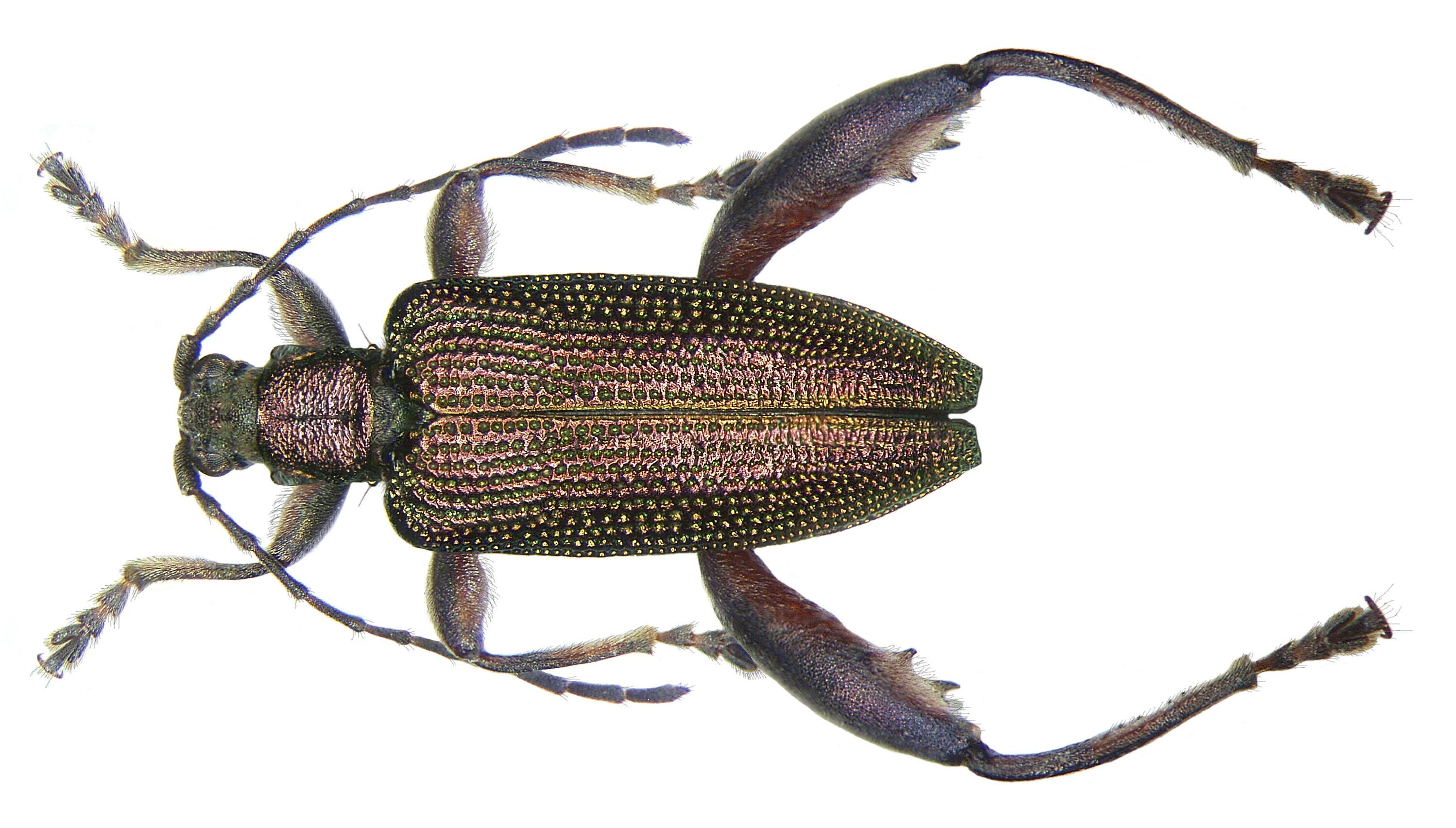
Donacia dentata Hoppe, 1795.
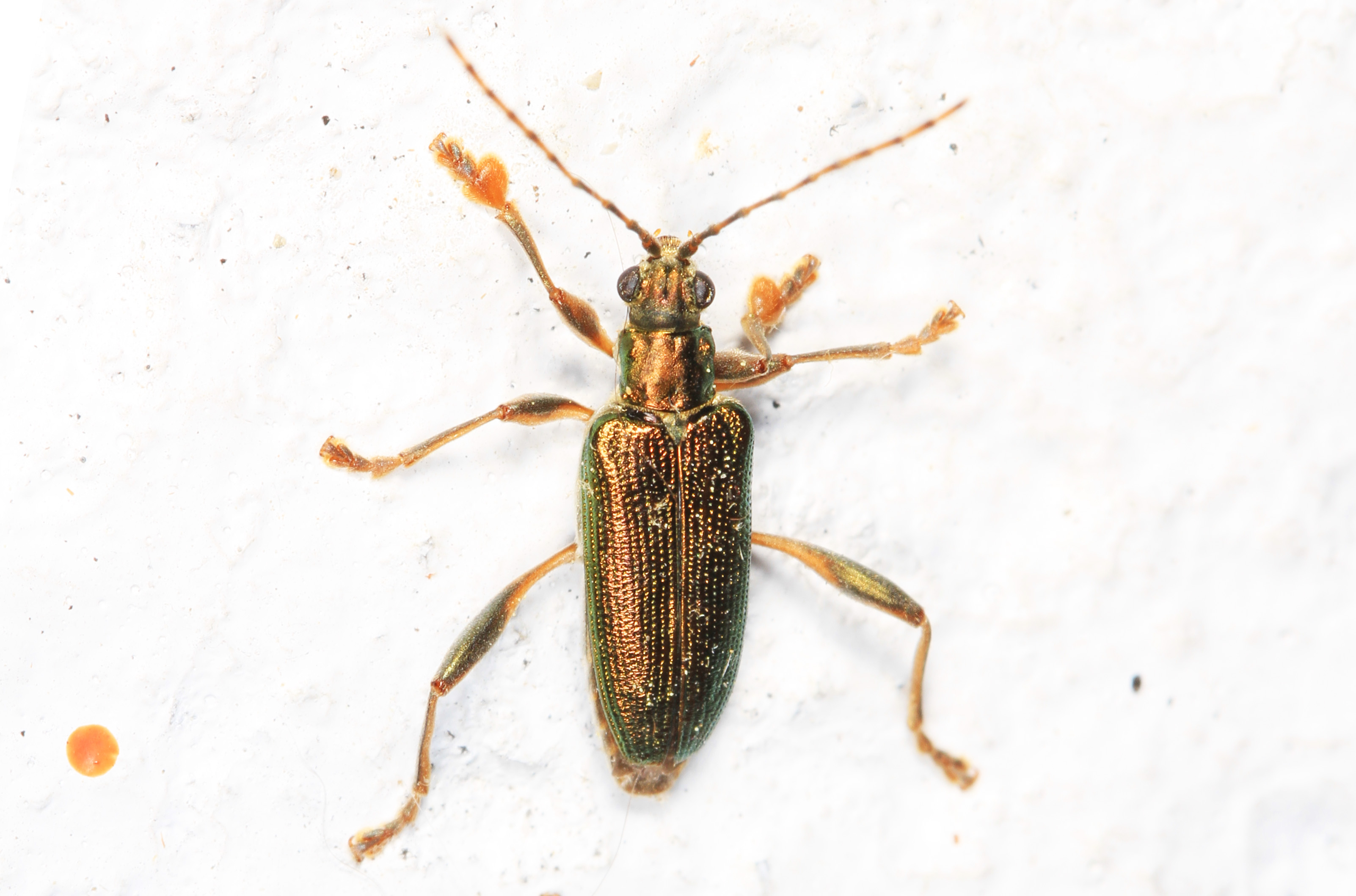
Donacia palmata.

## Systématique
Le genre Donacia est décrit en 1775 par Fabricius,.
Donacia a pour synonymes :
- Arundinarius Voet
- Askevoldia Kippenberg & Doberl, 1994
- Cyphogaster Goecke, 1934
- Donaciomima Medvedev, 1973
- Donacocia Gistl, 1856
- Eodonacia Haupt, 1956
- Hemidonacia Haupt, 1956

### Publication originale
- (la) J. C. Fabricius, Systema Entomologiae, Sistens Insectorum Classes, Ordines, Genera, Species Adiectis Synonymis, Locis, Descriptionibus, Observationibus, 1775, 1-832 p.